# شهریار چهارم پادوسپانی
استندار نصیرالدوله شهریار چهارم سی‌امین فرمانروای دودمان پادوسپانیان بود که میان سال‌های ۷۱۷ تا ۷۲۵ هجری در رویان و رستمدار حکومت داشت. او برخلاف استنداران، دارای استقلال نظامی بوده و از ایلخانان معاصر حساب نمی‌برد و دائماً در حال لشکرکشی و جمع اموال و خزائن بود. او کلارستاق را آباد کرده، در آن بازار و سرای ساخت. شهریار بیشتر اوقات به جانب گیلان و دیلمان لشکر می‌فرستاد و سه نوبت با اشکور و اشکوریان جنگ کرد و ولایت دیلم را بتصرف خود درآورد. شهریار با لشکرکشی به گیلان، گرجیان، دیلمان و اشکور، موجب آبادانی قلمروش شد و تا تمیجان در قلمرو او بود.

شهریار همچنین با باوندیان در مازندران خصومت داشت؛ زیرا شاه کیخسرو باوندی تحت‌الامر ایلخانان بود. این در حالی بود که ملکان باوندی و پادوسپانی از دیرباز خویشاوند بوده و متحد به‌شمار می‌آمدند. پس از آن که ایلخانان تصمیم به تصرف مازندران کردند، شاه کیخسرو مجبور شد به دربار شهریار چهارم روی آورد و اینچنین لشکریان رویانی به ملک مازندران آمده و در مقاومت علیه مغولان کمک کردند. پس از آن شاه کیخسرو وساطت کرد تا شهریار با فرماندهٔ ترک، امیر تالش چوبانی، دیدار و گفتگو کند. پیش از آن شهریار با هیچ ترکی دیدار نداشته و این موجب تعجب مردم شد.

شهریار در سال هشتم حکومت با برادرش تاج‌الدوله زیار درگیر شد و در این میانه برادرزاده‌اش، جلال‌الدوله اسکندر، او را به قتل رساند.